# Nick Powell
Nicholas Edward "Nick" Powell, född 23 mars 1994 i Crewe, är en engelsk fotbollsspelare som spelar som offensiv mittfältare för Stockport County.

## Klubbkarriär
United köpte Powell från Crewe Alexandra för 6 miljoner pund den 12 juni 2012. Han bar nummer 25 på sin tröja, samma nummer som han hade i Crewe.
Han gjorde A-lagsdebut och sitt första mål i Manchester United den 15 september 2012 i en 4-0 vinst mot Wigan Athletic där han gjorde 4-0 målet i 82:a minuten.
Den 25 juni 2019 värvades Powell av Stoke City. Den 7 juli 2023 värvades Powell av League Two-klubben Stockport County, där han skrev på ett treårskontrakt.

## Landslagskarriär
Powell spelade även i Englands U18-landslag där han gjorde sin debut den 7 mars 2012 i en match mot Polen på Crewes Gresty Road.